# Locomotiva 4-4-2

Diagrama do arranjo de rodas 4-4-2.

Uma locomotiva 4-4-2 possui, de acordo com a Classificação Whyte para locomotivas a vapor,  um arranjo de rodas com quatro rodas guia em um truque de dois eixos sem tração, seguidas de seis rodas motrizes, em três eixos, e duas rodas portantes, em um eixo posterior.

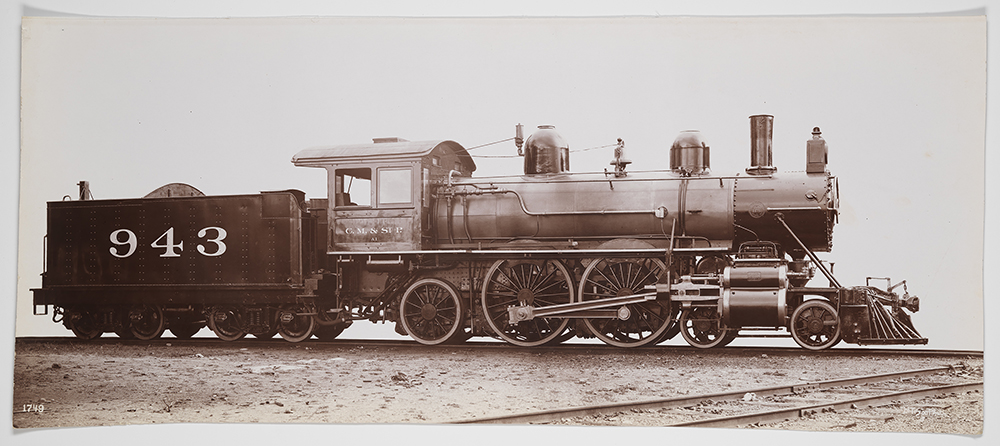
Locomotiva 4-4-2, “Atlantic".

A locomotiva 4-4-2, surgiu primeiro em 1887 na ferrovia "New York, Providence & Boston", como uma evolução da 4-4-0, em que foi adicionado um eixo portante para melhor distribuição de peso. Em 1894, a Baldwin construiu uma 4-4-2 para a ferrovia Atlantic Coast Line e deu a ela nome de “Atlantic”. O nome "Chautauqua" e "Milwaukee" também foi usado por outros fabricantes e ferrovias para este mesmo tipo de arranjo.

## Outras classificações
Outros sistemas de classificação representam o arranjo 4-4-2 com as seguintes notações:
- Classificação alemã (UIC): 2B1
- Classificação francesa: 2-2-1